# Space Western
Space Western ist ein Subgenre der Science-Fiction, welches viele Elemente des Western aufweist. 
So finden sich beispielsweise gesetzlose Prärien und Badlands auf fremden Planeten, und es kommen Saloons, Cowboyhüte, Ranches, Sheriffs, Kopfgeldjäger, Gesetzlose, Siedler, Schießereien und, trotz technischen Fortschritts und der Verfügbarkeit von Hochtechnologien und Raumschiffen häufig Pferde und Revolverhelden vor. Das Genre war insbesondere in den 1980ern in Zeichentrickserien populär. Abzugrenzen sind Space Western von Western, die lediglich futuristische oder Science-Fiction-Elemente aufweisen (bspw. Wild Wild West, Cowboys & Aliens).

## Beispiele (Auswahl)

### Serien
- The Phantom Empire (1935)
- Saber Rider und die Starsheriffs (1984–1985, 1987–1988)
- Galaxy Rangers (1986–1989)
- SilverHawks (1986)
- BraveStarr (1987–1988)
- Cowboy Bebop (1997–1998)
- Trigun (1998)
- Firefly – Der Aufbruch der Serenity (2002)
- The Mandalorian (2019)
- Obi-Wan Kenobi (2022)

### Filme
- Banditen auf dem Mond (1969)
- Galaxina (1980)
- Outland – Planet der Verdammten (1981)
- Proxima Centauri 3 – Revolte im All (1985)
- BraveStarr: The Legend (1988)
- Alien Desperados (1994)
- Badlands (1995)
- Serenity – Flucht in neue Welten (2005)
- Solo: A Star Wars Story (2018)

### Computer- und Videospiele
- StarCraft (untergeordnete Space-Western-Elemente, 1998)
- Gunman Chronicles (2000)
- Borderlands (2009)
- Borderlands 2 (2012)
- Borderlands 3 (2019)
- The Outer Worlds (stark inspiriert von Firefly, 2019)

## Weiterführende Literatur
- Carl Abbott: Frontiers Past and Future: Science Fiction and the American West. University Press of Kansas, 2006. (englisch)
- William H. Katerberg: Future West: Utopia and Apocalypse in Frontier Science Fiction. University Press of Kansas, 2008. (englisch)
- David Mogen: Wilderness Visions: The Western Theme in Science Fiction Literature. Borgo Press, 1993. (englisch)
- Gary Westfahl: Space and Beyond: The Frontier Theme in Science Fiction. Greenwood Press, 2000. (englisch)
- James Gunn: Teaching Science Fiction. Center for the Study of Science Fiction, University of Kansas, 2006. (englisch)
- J. B. Priestley: Thoughts in the Wilderness, New Statesman (englisch)